# Kołobrzeg (district)
Kołobrzeg  (powiat kołobrzeski) is een district (powiat) in de Poolse woiwodschap West-Pommeren. De oppervlakte bedraagt 725,86 km², het inwonertal 79.567 (2014). Kołobrzeg is de enige stad.
Stadsdistricten: Szczecin · Koszalin · Świnoujście

Districten:
Białogard · Choszczno · Drawsko Pomorskie · Goleniów · Gryfice · Gryfino · Kamień · Kołobrzeg · Koszalin · Łobez · Myślibórz · Police · Pyrzyce · Sławno · Stargard · Szczecinek · Świdwin · Wałcz

Grootste steden:
Białogard · Goleniów · Gryfino · Kołobrzeg · Koszalin · Police · Stargard · Świnoujście · Szczecin · Szczecinek · Wałcz